# Rocablanca (Alt Àneu)
La Rocablanca és una serra del municipi d'Alt Àneu a la comarca del Pallars Sobirà, amb una elevació màxima de 2.766 metres. La Rocablanca, anomenada així pel color blanc de la pedra calcària, forma el contrafort sud del pic de Moredo (2,766 m).

## Altars de Rocablanca
Els Altars de Rocablanca (2.572 m), al vessant est del pic de Moredo, arriben fins un petit replà suspès, just sobre la vall dels Clots de Rocablanca (al nord) i el barranc de Portiero (al sud). Els mapes antics l'anomenen pic de Rocablanca (2.588 m), en una zona calcària (aflorament), juntament amb el pic de Qüenca, que destaca enmig d'una zona granítica i d'esquistos.